# Blockheads
I Blockheads sono un gruppo musicale grindcore francese formatosi a Nancy nel 1992 e tuttora attivo. Hanno pubblicato cinque album ed alcuni split
Considerati il più importante gruppo grindcore francese assieme agli Inhumate hanno tra gli altri partecipato a vari festival tra cui l'Hellfest 2009 e 2014 o l'Obscene Extreme 2012.

## Formazione
- Xav - voce
- Fred - chitarra, cori
- Erik - basso, cori
- Nico - batteria, cori (ex-Nausea Gods)

## Discografia

### Album in studio
- 1995 - Last Tribes
- 1998 - Watch Out
- 2002 - Human Parade
- 2006 - Shapes of Misery
- 2013 - The World Is Dead (Relapse Records)

### Raccolte
- 2000 - From Womb to Genocide

### Split album
- 1997 - Fear (con i Mastic Scum)
- 2002 - Blockheads/Nostromo (con i Nostromo)
- 2006 - Mumakil/Blockheads/Inside Conflict (con i Mumakil e gli Inside Conflict)
- 2008 - Blockheads/Mumakil (con i Mumakil)

### Demo
- 1993 - Haashaastaak